# Anorthosis Famagusta F.C.
Anorthosis Famagusta F.C. (grčki: Ανόρθωση Αμμοχώστου = Anorthosi Ammochostou) je ciparski nogometni klub, izvorno iz Famaguste, a trenutno smješten u Larnaci. Anorthosis je dosad 13 puta osvajao naslov državnog prvaka, 11 puta ciparski kup, te 6 puta superkup. Anorthosis je 27. kolovoza 2008. godine postao prvi ciparski klub koji je zaigrao u Ligi prvaka, za prolaz su u trećem pretkolu pobijedili grčki Olympiakos. 

## Trofeji
- Ciparska prva divizija: 13 - 1950., 1957., 1958., 1960., 1962., 1963., 1995., 1997., 1998., 1999., 2000., 2005., 2008.
- Ciparski nogometni kup: 11 - 1949., 1959., 1962., 1964., 1971., 1975., 1998., 2002., 2003., 2007., 2021.
- Ciparski Superkup: 6 - 1962., 1995., 1998., 1999., 2000., 2007.

## Poznati bivši treneri
- Ioannis Matzourakis
- Andreas Michaelides
- Andreas Mouskallis
- Mirsad Fazlagić
- Georgi Vasilev
- Anghel Iordănescu
- Dušan Mitošević
- Lakis Petropoulos
- Nicos Karoulias
- Peter Cormack
- Gyula Zsengellér

## Poznati bivši igrači
| - Ioannis Okkas - Antonis Georgallides - Petros Konnafis - Nicos Papavasiliou - Christos Kotsonis - Loukas Louka - Christos Marangos - Michalis Markou - Andreas Sotiriou - Fivos Vrachimis - Costas Foti - Panayiotis Engomitis - Nicos Panayiotou - Demetris Ioannou - Vassos Melanarkitis - Andreas Melanarkitis - Marios Agathokleous - Zacharias Charalambous - Paris Elia - Marios Neophytou - Charis Drakos - Panayiotis Engomitis - Christakis Kassianos - Spyros Kastanas - Panikos Pounnas - Stefanos Lysandrou - Michalis Pamboris - Marios Markou - Michalis Shimitras - Kyriacos Chailis - Panikos Xiourouppas - Christos Velis - Giorgos Iosifidis | - Pambis Andreou - Stavros Foukaris - Sozos Andreou - Demetris Assiotis - Andreas Panayiotou - Altin Haxhi - Romik Khachatryan - Oscar Crino - Vedran Pelić - Metodi Deyanov - Ilian Kiriakov - Nikolay Todorov - Nikolay Kostov - Valentin Ignatov - Mário Jardel - Alessandro Soares - William Boaventura - Fabinho - Steven Bryce - Magdy Tolba - Amir Azmy - Dave Swindlehurst - Temuri Ketsbaia - Georgi Kinkladze - Gocha Jamarauli - Amiran Mujiri - David Chaladze - Gocha Khojava - Klimenti Tsitaishvili - Giorgi Gabidauri - Antoine Hey - Marco Haber | - Kofi Mensah - Theodoros Tripotseris - Giannis Skopelitis - Konstantinos Loumpoutis - Giorgos Xenides - Kostas Kiassos - Leonidas Kampantais - Vassilis Borbokis - Savvas Poursaitidis - Zoltán Nagy - Attila Tököli - Róbert Waltner - Alvin Kieh - Marian Pahars - Tomas Ražanauskas - Marvin Brunswijk - Nordin Wooter - Michael Obiku - Francisco Bazán - Wojciech Kowalczyk - Radoslaw Michalski - Mariusz Piekarski - Paweł Sobczak - Sławomir Majak - Luís Loureiro - Stelian Carabaş - Hamad Ndikumana - Ian Jardine - Anton Žlogar - Amir Karič - Mladen Rudonja - Jozef Kožlej | - Siniša Gogić - Zoran Milinković - Slobodan Krčmarević - Svetozar Šapurić - Vladan Tomić - Arsen Mihajlović - Srboljub Nikolić - Dejan Mitrović - Saša Jovanović - Milan Belić - Vesko Mihajlović - Dejan Pavlović |

## Vanjske poveznice
- Službena stranica